# Organisation de consommateurs
Une organisation de consommateurs (ou  association de consommateurs) est une organisation à but non lucratif ou une organisation non gouvernementale chargée de défendre les droits des citoyens dans leur dimension de consommateurs, c’est-à-dire dans le cadre des transactions qu’ils concluent avec des commerçants.
Elles peuvent les assister dans leurs litiges avec une entreprise ou un organisme, mais elles interviennent aussi auprès des États et organisations internationales pour définir des protections ou des normes protégeant les consommateurs.
Elles existent dans de nombreux pays. Certaines sont regroupées au niveau européen dans le Bureau européen des unions de consommateurs (BEUC) et au niveau international dans Consumers International.

## Liste des associations de consommateurs

### Afrique
Bénin
- Réseau béninois pour la sécurité sanitaire de la consommation

 Cameroun
- Réseau associatif des consommateurs de l’énergie
- Consommateurs associés du Cameroun
- Ligue des consommateurs des jeux de hazard et d'argent
- (Association Camerounaise Pour la Protection des Consommateurs) (ACPC)

 Gabon
- Association des Consommateurs des Services Publics,ACOSEP Gabon

 République démocratique du Congo
- Mouvement des consommateurs lésés

 Sénégal
- SOS Consommateurs Sénégal

- Association des consommateurs du Sénégal
- Institut panafricain de recherche, de formation et d'action pour la citoyenneté, la consommation et le développement en Afrique
- Union nationale des consommateurs du Sénégal

 Tunisie
- Association Tunisienne pour Informer le Consommateur et Rationaliser la Consommation le Président Fondateur de l'Association Mr Lotfi RIAHI   www.consominfo.org
- Organisation de la défense du consommateur (ODC)

### Amérique du Nord
Canada
Regroupements nationaux
- Coalition des associations de consommateurs du Québec (CACQ)

- Union des consommateurs - 16 associations membres au Québec et en Ontario

Associations de base (nationales ou locales)
- Association pour la protection des automobilistes (APA)

- Consumers Council of Canada

- Option consommateurs

 États-Unis
- Public Citizen

### Europe
Du point de vue des comptabilités nationales des pays européens, les associations de consommateurs sont considérées comme des Institutions sans but lucratif au service des ménages.

#### France
15 associations de consommateurs nationales agréées par les pouvoirs publics . La procédure d'agrément a été créée en 1973 ; elle permet aux Associations de percevoir des subventions d'État par le canal de la Direction générale de la concurrence, de la consommation et de la répression des fraudes (DGCCRF). La baisse de ces subventions (-40 % entre 2010 et 2020) amène la Cour des Comptes à recommander d'étudier un fonctionnement par appel à projets pour accorder aux Associations agréées ou pas un financement public.
- Association de défense, d'éducation et d'information du consommateur (ADEIC)
- Association Force ouvrière des consommateurs (AFOC)
- Association Léo-Lagrange de défense du consommateur (ALLDC)
- Confédération générale du logement (CGL)
- Consommation Logement Cadre de vie (CLCV)
- Conseil national des associations familiales laïques (CNAFAL)
- Confédération nationale des associations familiales catholiques (CNAFC)
- Confédération nationale du logement (CNL)
- Confédération syndicale des familles (CSF)
- Familles de France (FF)
- Familles rurales (FR)
- Fédération nationale des associations d'usagers des transports (FNAUT)
- Association pour l'information et la défense des consommateurs salariés (Indecosa-CGT)
- Union fédérale des consommateurs-Que Choisir (UFC-Que Choisir)
- Union nationale des associations familiales (UNAF)

#### Autres pays
| Allemagne - Stiftung Warentest - Verbraucherzentrale (de) (vzbv) Autriche - Verein für Konsumenteninformation Belgique - Test-Achats - CRIOC Espagne - Organizacion de Consumidores y Usuarios | Italie - Editoriale Altroconsumo Luxembourg - Union luxembourgeoise des consommateurs Pays-Bas - Consumentenbond Portugal - Editores par a Defesa do Consumidor, maison mère de l'Associação Portuguesa para a Defesa do Consumidor (pt) (DECO) | Royaume-Uni - Consumers Association - Which? Suisse - Fédération romande des consommateurs |